# Spodoptera frugiperda
Spodoptera frugiperda, är en fjärilsart som beskrevs av James Edward Smith och John Abbot 1797. Spodoptera frugiperda ingår i släktet Spodoptera och familjen nattflyn.
Svenskt namn: Bert Gustafsson , som är fjärilsexpert vid Naturhistoriska riksmuseet, föreslog att arten skall heta majsfly på svenska. Detta namn har förankrats inom ”Kommittén för svenska djurnamn” vid ArtDatabanken. Kommittén arbetar primärt endast med svenska arter, men kan ge råd även när det gäller utländska arter som är aktuella i Sverige. Denna art är en karantänskadegörare som har potential att orsaka omfattande skadegörelse och alla misstänkta fynd av den ska därför rapporteras till Jordbruksverket.
På engelska kallas S. frugiperda för "fall armyworm", vilket troligen hänger ihop med att den är aktiv under en längre säsong än "common armyworm" (Vandrargräsfly), som vanligen i Nordamerika gör skada på skördar under den tidigare delen av sommaren, medan  S. frugiperda  gör störst skada under den sena sommaren i södra USA och under tidig höst norr därom.

## Beskrivning
Den färdiga nattfjärilen har en vingbredd på 32–40 millimeter. Den har en brun eller grå förvinge och en vit bakre vinge. Hannen har mer mönster och en distinkt vit fläck på sina förvingar. Det första larvstadiet är ljust färgat med ett stort mörkt huvud. I utvecklingen mot andra stadier blir larverna brunare med vita längsgåenbde linjer.

## Utbredning
S. frugiperda  har en vidsträckt utbredning i östra och centrala Nordamerika och i Sydamerika. Den kan inte övervintra i frysgrader. Säsongmässigt kan den sprida sig över sitt nordamerikanska kärnområde Florida och Texas med flera stater i sydöstra USA upp till östra USA och ända till södra Kanada.

### Invasion i Afrika
S. frugiperda  upptäcktes första gången i Afrika i januari 2016 i Nigeria. Den har sedan dess spritt sig snabbt. I april 2017 fanns den i ett 20-tal länder och i december 2017 i så gott som samtliga afrikanska länder söder om Sahara. Den har i Afrika inga naturliga fiender och är en synnerligen invasiv art.
Denna amerikanska fjärilsart äter i Afrika ett 80-tal växtarter, men föredrar framför allt majs, som är stapelvara i flertalet länder söder om Sahara. I Amerika dämpas förekomsten av flera faktorer, bland annat av att odlarna i stor utsträckning använder sig av genmanipulerad majs. Sådan är dock förbjuden i alla afrikanska länder utom i Sydafrika.
Det finns farhågor inom FAO och Centre for Agriculture and Biosciences att armélarven kan slå ut 20 procent av Afrikas majsskörd och i enskilda länder som Nigeria och Tanzania mer än hälften av normal skörd.

### Invasion i Kina
Under september 2020 rapporteras om brist på konserverad majs i svenska butiker pga stora skador på majsodling i södra Kina (dagens Eko 2020-09-17). 

## Näring

### Larver
Larverna äter huvudsakligen gräs av olika slag och grödor som majs, men kan även livnära sig på ett stort antal andra arter. Några arter av majs har delvis immunitet mot larven genom att den kan tillverka ett speciellt protein, om marken gödslas med larver av Spodoptera eller andra släkten.

### Kannibalism
Larverna äter larver av samma art i deras tidigare stadier.

### Vuxna individer
Färdiga fjärilar livnär sig på nektar av till exempel trollhassel

## Livscykel
S. frugiperda har en livscykel på under 30 dagar under sommaren, ungefär 60 dagar under vår och höst och 80–90 dagar vintertid. Antalet generationer per år varierar med klimatet. En hona kan lägga omkring 1.500 ägg.

### Ägg
Äggen är kupolformiga och har en diameter på ungefär 0,4 millimeter och en höjd på 0,3 millimeter.

### Larver
Larverna går igenom sex stadier under en period på 14–30 dagar, beroende på omgivningstemperatur. Den fullvuxna larven är 38-51 millimeter lång.

### Puppor
I puppstadiet ligger larven under markytan 7–37 dagar i en kokong som den formar av jord och silke.

### Nattfjärilar
Vuxna individer kan flyga långa distanser, upp till 500 kilometer per generation.

## Bildgalleri

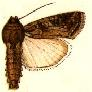
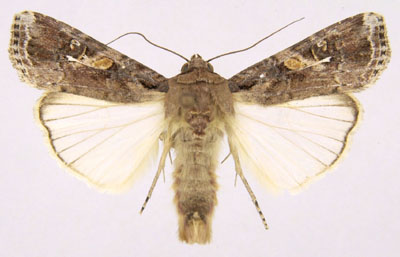
Nattfjäril